# Coll de Tudela
El Coll de Tudela és una collada que uneix els termes municipals d'Alins i d'Esterri de Cardós, a la comarca del Pallars Sobirà.